# Lac La Loche
Der Lac La Loche ist ein See glazialen Ursprungs in der kanadischen Provinz Saskatchewan. Der Seename stammt von Voyageuren und leitet sich von der im See vorkommenden Quappe ab, die im Kanadisch-Französischen auch „Loche“ heißt.

## Lage
Der etwa 201 km² große und 446 m hoch gelegene See liegt im Nordwesten von Saskatchewan in borealem Wald und innerhalb des Kanadischen Schilds. Der Lac La Loche liegt in der Quellregion des Churchill River. Der See lag an der Pelzhandelsroute zur Methye Portage, welche das östliche Kanada mit dem Mackenzie-River-Gebiet verband. Der 32 km lange und bis zu 7,9 km breite See wird durch eine lange Halbinsel am Westufer in zwei Seebecken gegliedert. Am Ostufer des Sees gegenüber der Halbinsel befindet sich die Gemeinde La Loche. Der La Loche River entwässert den See an dessen Südostufer zum weiter südlich gelegenen Peter Pond Lake.